# Jon Secada
Jon Secada, nome d'arte di Juan Francisco Secada (L'Avana, 4 ottobre 1961), è un cantante e compositore cubano.
Ha vinto due Grammy Awards e ha venduto 20 milioni di album dopo l'uscita del suo album di debutto in lingua inglese nel 1992. La sua musica fonde funk, soul, pop e percussioni latine. Secada è stato anche compositore per artisti come Gloria Estefan, Jennifer Lopez, Ricky Martin, Mandy Moore e altri.

## Biografia
Secada è nato a L'Avana, Cuba, ed è cresciuto a Hialeah, in Florida. Durante la sua carriera musicale, ha vinto 2 Grammy Awards e venduto 20 milioni di album dal suo debutto come cantante in lingua inglese. Ha inoltre scritto ed interpretato la colonna sonora del classico Disney Pocahontas If I never knew yo (nella versione italiana Se tu non ci fossi). Ha lavorato anche in alcuni musical, tra i quali: Cabaret, Grease e Joseph and the Amazing Technicolor Dreamcoat.

## Carriera
Nel 1991, Secada cambia legalmente il suo nome di battesimo da Juan a Jon Secada. L'anno seguente, Secada pubblica il suo omonimo album di debutto Jon Secada (con l'etichetta EMI), che ha venduto oltre sei milioni di copie in tutto il mondo ed è stato certificato triplo disco platino negli Stati Uniti, dove ha raggiunto la N° 15 tra gli album della chart Billboard 200.
Nel 1995, Secada recita in Grease, il musical di Broadway, dove interpreta il ruolo del protagonista di Danny Zuko.
Secada ha scritto la canzone Bella, la versione spagnola di All I Ever Had di Ricky Martin del 1999, album omonimo multi-platino. Ha anche scritto e prodotto il brano Baila di Jennifer Lopez, che nel 1999 è apparso sul suo album multi-platino, On the 6. Ha lavorato con giovanissimi cantanti come la cantante Mandy Moore su due dei suoi brani, One Sided Love e It Only Took a Minute dal suo omonimo album multi-platino. Nel 2000 pubblica il singolo Stop che verrà inserito nella compilation del Festivalbar 2000.
Nel 2001 ha fatto da corista nell'album di Enrique Iglesias Escape nei brani Don't Turn Off the Lights e Love 4 Fun. Secada si è esibito con il tenore leggendario Luciano Pavarotti e ha registrato un duetto con Frank Sinatra in Il meglio deve ancora venire dall'album di Frank Sinatra Duets II.
Broadway chiama ancora una volta a Secada nel 2003, dove ha svolto il ruolo di Emcee in Cabaret. Nell'autunno del 2004, Secada ha anche interpretato il personaggio teatrale di Joseph di Andrew Lloyd Webber e Tim Rice. Il 30 novembre 2007 Secada ha partecipato alla Walt Disney Day Parade mondiale di Natale che è stata registrata all'interno del Magic Kingdom di Disney World nella città di Orlando, in Florida.
Il 3 giugno 2011, la comunità cubano-americana della Union City ha onorato Jon Secada con una stella sulla Walk of Fame nella piazza Celia Cruz.

## Vita privata
Dopo aver divorziato dalla prima moglie Jo Pat Cafro, nel 1997 ha sposato Maritere Vilar. La coppia ha due figli.

## Discografia

### Album
- Jon Secada (1992)
- Otro Día Más Sin Verte (1992)
- Heart, Soul & a Voice (1994)
- Si Te Vas (1994)
- Amor (1995)
- Secada (in inglese, 1997)
- Secada (in spagnolo, 1997)
- Better Part of Me (2000)
- The Gift (2001)
- Amanecer (2002)
- Same Dream (2005)
- A Christmas Fiesta (in inglese, 2007)
- Una Fiesta Navidena (in spagnolo, 2007)
- Expressions (2009)
- Classics (in inglese, 2010)
- Clasicos (in spagnolo, 2010)